# Tryphosella rotundata
Tryphosella rotundata är en kräftdjursart som först beskrevs av Knud Hensch Stephensen 1925.  Tryphosella rotundata ingår i släktet Tryphosella och familjen Lysianassidae. Inga underarter finns listade i Catalogue of Life.